# ヴォルフガング・ボルヒェルト
ヴォルフガング・ボルヒェルト（Wolfgang Borchert、1921年5月20日 - 1947年11月20日）は、ドイツの小説家、劇作家、詩人。戦後の「瓦礫文学」の代表的な作家であり、表現主義の流れを組む鮮烈な文体で40ほどの掌編などを残したが、27歳で夭折した。散文集に『たんぽぽ』『この火曜日に』、戯曲に『戸口の外で』がある。

## 生涯
ハンブルクに生まれる。父は小学校教師でオルガン奏者、母は郷土作家。両親の影響で15歳から詩を書き始めた。実科高等学校を中退、書店でみならいをしながら俳優として舞台に立つ。その傍らで友人と文学サークルを作り、ドイツ古典主義から表現主義、外国文学などを読んだが、特に心酔していたのはリルケとヘルダーリンであった。1941年にリューネブルクの劇団に入団するも、まもなく徴兵され東部戦線に送られた。軍隊では自傷の嫌疑を受けたり反体制的言動を咎められるなどしてたびたび投獄、また黄疸やチフス、肝臓障害を発症し苦しい生活を送った。1944年にはイェーナ守備隊に送られ、敗戦直後にフランス軍の捕虜となったが、護送中に逃亡し、故郷ハンブルクまでの600キロの道のりを歩いて戻った。
帰郷後は演劇の仕事につき、ハンブルク劇場で助監督を勤めたが、病のために中断。歩く事もままならなくなり、以後2年間はほとんど病床で作品を執筆した。1946年12月、14の詩を収めた『街灯、夜と星』を刊行。1946年に26作、翌年に21作の散文（ほとんどが掌編小説）を書き、1947年に散文集『たんぽぽ』『この火曜日に』が刊行された。また戦後ドイツの過酷な状況を復員兵を主人公にして描いた戯曲『戸口の外で』は、1947年2月にラジオドラマとして放送され大きな反響を呼び、西ドイツのほとんどの放送局が繰り返し放送するなどしてボルヒェルトの名を一躍有名にした。同年9月には療養のためスイスのサナトリウムに向かうが、すでに肝臓疾患が治療不可能なほど進行しており、11月に同地バーゼルの病院でこの世を去った。ハンブルクの劇場で『戸口の外で』が初演されたのは彼の死の翌日である。

## 日本語訳
- ボルヒェルト全集〈第1巻〉街灯と夜と星 タンポポ 戸口の外で 小松太郎訳 早川書房 1953年
- ボルヒェルト全集〈第2集〉この火曜日に 詩 短篇小説 小松太郎訳 早川書房　1953年
- ボルヒェルト全集 小松太郎訳 早川書房 1973年
- 『たんぽぽ ヴォルフガング・ボルヒェルト掌篇集』鈴木芳子訳、未知谷、2010年